# Colona celebica
Colona celebica là một loài thực vật có hoa trong họ Cẩm quỳ. Loài này được (Blume) Burret mô tả khoa học đầu tiên năm 1926.